# Sopa de ginjas
A sopa de ginjas, “hideg meggyleves” é uma sopa fria, levemente doce, feita com ginjas e nata azeda, típica da culinária da Hungria. É normalmente servida no verão, seja como uma entrada, uma sopa ou uma sobremesa. 
Cozem-se as ginjas (com ou sem caroço, mas frescas ou congeladas, não podem ser enlatadas) em água com um pouco de açúcar. Numa tigela, mistura-se farinha de trigo, nata azeda e uma pitada de sal, até obter um creme liso; junta-se a este creme um pouco de ginjas cozidas com o xarope e bate-se; mistura-se com o resto do xarope de ginja e leva-se de novo ao lume para engrossar. Tapa-se e deixa-se arrefecer; quando se puser na geleira, deve manter-se tapado, para não formar “pele”. A sopa pode ser feita com nata “doce” (não fermentada), passando a chamar-se “Meggyleves Mas Modon”, devendo as ginjas ser cozidas com um pau de canela, que se retira quando se põe a sopa na geleira. É servida fria. 
Uma variante inclui vinho tinto húngaro (ou Porto, ou xerez) e a sopa engrossada com gemas de ovos, em vez da farinha. 